# Bodzewko Pierwsze
Bodzewko Pierwsze (prononciation : [bɔˈd͡zɛfkɔ ˈpjɛrfʂɛ]) est un village polonais de la gmina de Piaski dans le powiat de Gostyń de la voïvodie de Grande-Pologne dans le centre-ouest de la Pologne.
Il se situe à environ 6 kilomètres au sud de Piaski (siège de la gmina), à 6 kilomètres au sud-est de Gostyń (siège du powiat) et à 63 kilomètres au sud de Poznań (capitale régionale).
Le village est mentionné dans des archives historiques datant du 19ᵉ siècle. Possède une population de 66 habitants en 2015.
Le village est entouré de terres agricoles et de forêts, et il compte quelques commerces locaux, dont une épicerie et un bureau de poste. L'aéroport le plus proche est l'aéroport Poznań-Ławica Henryk Wieniawski, situé à approximativement 70 km au nord du village.
Le climat à Bodzewko Pierrasse est typique de la voïvodie de Grande-Pologne, avec des étés chauds et des hivers froids. Le village connaît une température moyenne de 7 °C en juillet.

## Histoire
De 1975 à 1998, le village faisait partie du territoire de la voïvodie de Leszno.

Depuis 1999, Bodzewko Pierwsze est situé dans la voïvodie de Grande-Pologne.